# クリスチャン・ラーケ
クリスチャン・クリスチャンセン・ラーケ(ノルウェー語:Kristian Kristiansen Laake，1875年4月9日 - 1950年8月3日)は、ノルウェーの陸軍軍人。
第二次世界大戦のヴェーザー演習作戦で短期間のノルウェー軍の司令官だった。

## 経歴
1897年に陸軍士官学校を卒業し、1900年にノルウェー陸軍大学を卒業した。砲兵として勤務した後、1928年に大佐に昇進し第3砲兵連隊の司令官に就任。1929年4月から5月までドイツ国のヴァイマル共和国軍の第2プロイセン砲兵連隊に所属していた。
1931年2月、定年により退役したイヴァル・バウク(英語版)に代わってノルウェー陸軍司令官に任命。1931年から1933年まで、参謀総長代行を兼任した。
ラーケが司令官として最初の数年間、起こり得る革命に対処するための軍の準備の問題が持ち上がった。当時のノルウェー国防大臣は、のちのナチス協力者として知られるヴィドクン・クヴィスリングだった。クヴィスリングは国内紛争と革命活動がノルウェーに対する明らかな脅威であると考え、1931年は何度か警察を支援するために軍隊を投入した。軍と警察は分けるべきと考えていたラーケはノルウェーの内政に関するクヴィスリングの見解に同調せず、クヴィスリングの国内治安政策に反対していた。
1940年4月9日のドイツ軍のノルウェー侵攻時、戦争準備が全くなされていなかった。最初の2～3日で部隊との連絡が失われ、指揮することができなかった。ラーケは、ドイツと交渉するか、無条件降伏すべきだと政府に表明した。参謀本部指導部は彼の要求を支持したが、この表明直後にラーケは罷免され、司令職はオットー・ルーゲに明け渡した。ルーゲは彼に対し、軍に残るように説得したが効果は無かった。
終戦後、ノルウェーで行われた戦犯裁判でクヴィスリングの証言を行った。